# Pueblo turco
El pueblo turco (en turco: Türkler) es un grupo étnico que forma la mayor parte de la población de Turquía, pero su presencia no está limitada a dicho país. Los turcos de Chipre son un ejemplo. De hecho, a los turcos de la Isla de Chipre, llamados turcochipriotas en castellano y Turkish Cypriots en inglés, en el idioma turco solamente y exclusivamente se refiere como Kıbrıs Türkleri que viene a significar ‘los turcos de Chipre’. Aparte de los pueblos túrquicos, hay varios millones de ciudadanos y exciudadanos turcos que viven y trabajan fuera de Turquía, especialmente en países de Europa como Alemania, Reino Unido, Bulgaria, Macedonia del Norte, Grecia, Países Bajos, Suiza, Bélgica y Austria, además de (aunque en proporciones bajas) en América del Norte, en particular en Estados Unidos y Canadá, y en Australia.

## Etimología
Las primeras referencias definitivas a los «turcos» provienen principalmente de fuentes chinas que se remontan al siglo VI. En estas fuentes, «Turk» aparece como «Tujue» (en chino: 突厥 ; Wade-Giles: T’u-chue), que se refería a los Göktürks.
Hay varias teorías sobre el origen del etnónimo «Turk». Existe una afirmación de que puede estar relacionado con la referencia de Heródoto(c. 484 — c. 425 a. C.) a Targitaos, un rey de los escitas; sin embargo, el lingüista austriaco especialista en lenguas indoeuropea Manfred Mayrhofer asignó la etimología iraní para Ταργιτάος,  targitaos del  Idioma protoiranio *darga-tavah-, significando «aquel cuya fuerza es duradera». Durante el primer siglo d. C., Pomponio Mela se refiere a los «Turcae» en los bosques al norte del Mar de Azov,y Plinio el Viejo enumera a los «Tyrcae» entre los pueblos de la misma área. sin embargo, el arqueólogo inglés Ellis Minns sostuvo que Tyrcae Τῦρκαι es «una corrección falsa» para Ἱύρκαι Iyrcae/Iyrkai,un pueblo que moraba más allá de los Thyssagetae (en grtiego antiguo Θυσσαγέται, al noest de Escitia) según Heródoto (Historias iv. 22) Hay referencias a ciertos grupos en la antigüedad cuyos nombres podrían haber sido transcripciones extranjeras de Tür(ü)k como Togarma, Turukha/Turuška, Turukku, etc.; pero según el historiador estadounidense Peter B. Golden, mientras que cualquier conexión de algunos de estos pueblos antiguos con los turcos es posible, es bastante improbable.

## Definición
En el siglo XIX, la palabra Türk se refería a  los campesinos de Anatolia. La clase dominante otomana se identificó como otomanos, no como turcos. A finales del siglo XIX, cuando las clases altas otomanas adoptaron las ideas europeas del nacionalismo, el término Türk tomó una connotación más positiva.
Durante la época otomana, el  sistema demijo definió las comunidades sobre una base religiosa. A principios del siglo XX, los jóvenes turcos abandonaron el nacionalismo otomano a favor del nacionalismo turco, mientras adoptaron el nombre de turcos, que finalmente se utilizó en nombre de la nueva República Turca.
Mustafa Kemal Atatürk definió a la nación turca como el «pueblo (Halk) que estableció la república turca». Además, «los hechos naturales e históricos que llevaron a cabo el establecimiento (teessüs) de la nación turca» eran «(a) unidad en la existencia política, (b) unidad en el lenguaje, (c) unidad en la patria, (d) unidad en raza y origen (Menşe),(e) estar históricamente relacionado y (f) ser moralmente relacionado»

### Igualdad constitucional en Turquía
La Constitución turca de 1982, en su artículo 62, define a todos los ciudadanos de Turquía como turcos. A su vez, el artículo 10 de la magna carta asegura que: 

Herkes, dil, ırk, renk, cinsiyet, siyasî düşünce, felsefî inanç, din, mezhep ve benzeri sebeplerle ayırım gözetilmeksizin kanun önünde eşittir.
Todos son iguales ante la ley sin discriminación alguna con respecto a idioma, raza, color, género, convicción política, pensamiento filosófico, religión, secta u otras razones similares.

El artículo 66 de la Constitución turca define a un turco como "cualquier persona que esté vinculada al Estado turco a través del vínculo de ciudadanía". Si bien el uso legal del término turco en lo que respecta a un ciudadano de Turquía es diferente de la definición étnica del término, la mayoría de la población turca (aproximadamente entre el 70% y el 75%) es de etnia turca.

## Historia

### Era moderna

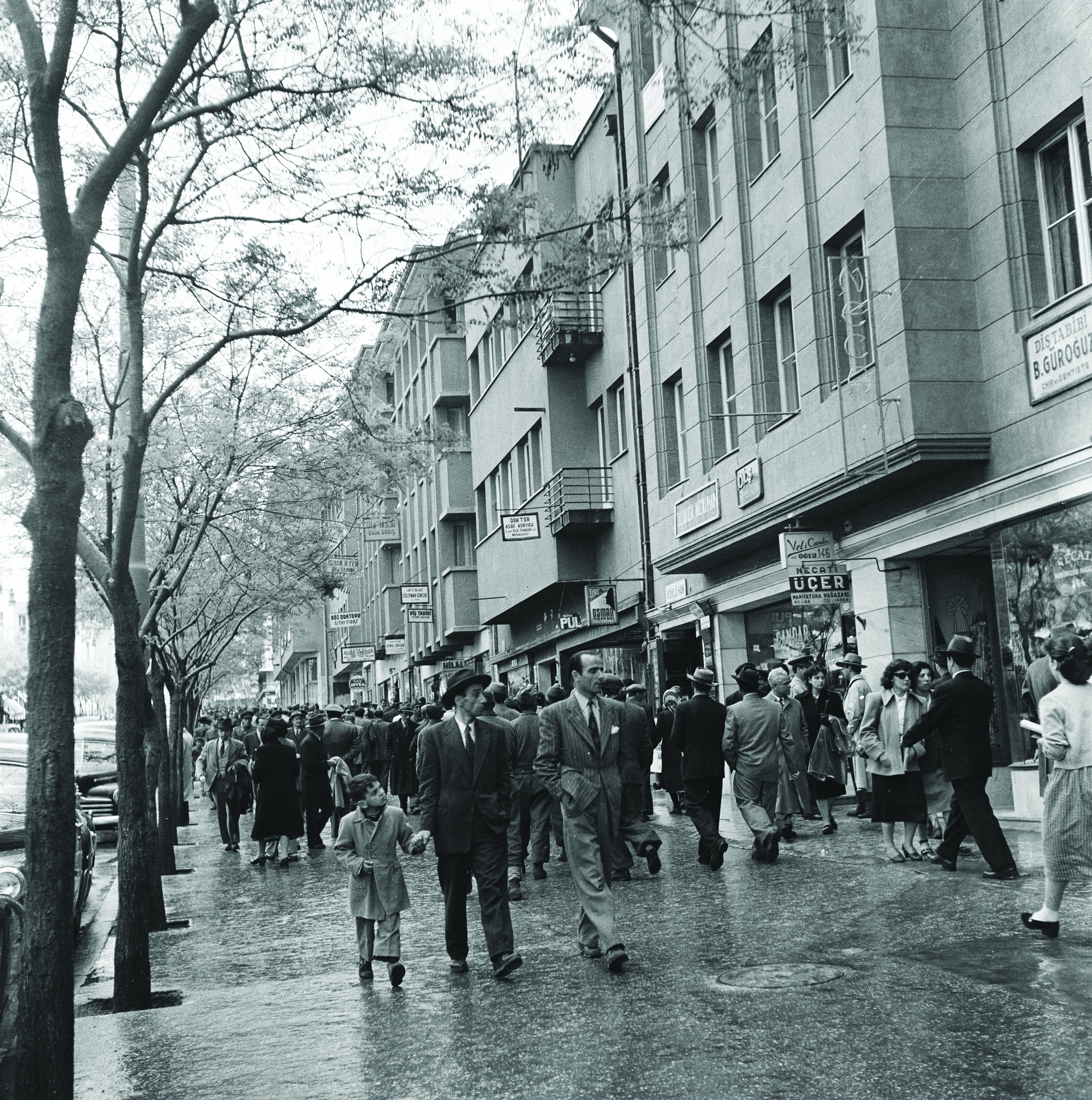
Gente en el Bulevar Anafartalar de Ankara en los años 1950.

Una vez que Mustafa Kemal dirigió la Guerra de Independencia turca contra las fuerzas aliadas que ocuparon el antiguo Imperio Otomano, unió a la mayoría musulmana turca y los condujo con éxito desde 1919 hasta 1922 para derrocar a las fuerzas de ocupación de lo que el Movimiento Nacional Turco consideraba la patria turca. La identidad turca se convirtió en la fuerza unificadora cuando, en 1923, se firmó el Tratado de Lausana y se estableció formalmente la recién fundada República de Turquía. La presidencia de Atatürk estuvo marcada por una serie de reformas políticas y sociales radicales que transformaron a Turquía en una república secular y moderna con igualdad civil y política para las minorías y las mujeres.
A lo largo de la década de 1920 y la década de 1930, los turcos, así como otros musulmanes, de los Balcanes, el Mar Negro, las islas del Egeo, la isla de Chipre, el Sanjak de Alexandretta (Hatay), el Medio Oriente, y la Unión Soviética continuaron llegando a Turquía, la mayoría de los cuales se establecieron en Anatolia urbana noroeste. La mayoría de estos inmigrantes, conocidos como «Muhacirs», eran los turcos balcánicos que se enfrentaban al acoso y la discriminación en sus países de origen. Sin embargo, todavía había restos de población turca en muchos de estos países porque el gobierno turco quería preservar estas comunidades para que el carácter turco de estos territorios vecinos pudiera mantenerse. Una de las últimas etapas de los turcos étnicos que emigraron a Turquía fue entre 1940 y 1990, cuando unos 700,000 turcos llegaron de Bulgaria. Hoy, entre un tercio y un cuarto de la población de Turquía son los descendientes de estos inmigrantes.

## Cultura

### Idioma
Con variantes geográficas, los turcos étnicos hablan varios dialectos de la lengua turca. A partir de 2021, el turco sigue siendo «la lengua túrquica más grande y vigorosa, hablada por más de 80 millones de personas».
Históricamente, el turco otomano era la lengua oficial y la lingua franca en todos los territorios otomanos y el alfabeto turco otomano usaba la escritura persoárabe. Sin embargo, los intelectuales turcos trataron de simplificar el lenguaje escrito durante el ascenso del nacionalismo turco en el siglo XIX..
En el siglo XX, se practicaron a fondo reformas lingüísticas intensivas; más importante aún, Mustafa Kemal cambió la escritura escrita a un alfabeto turco moderno basado en el alfabeto latino en 1928. Desde entonces, el organismo regulador que dirige las actividades de reforma ha sido la Asociación de la Lengua Turca que fue fundada en 1932.
El turco estándar moderno se basa en el dialecto de Estambul. Sin embargo, la variación dialéctica persiste, a pesar de la influencia nivelante del estándar utilizado en los medios de comunicación de masas y el sistema educativo turco desde la década de 1930. Los términos ağız o şive a menudo se refieren a los diferentes tipos de dialectos turcos.

Países donde el turco es idioma oficial
Países donde se reconoce el turco como lengua minoritaria
Países donde el turco está reconocido como lengua minoritaria y está reconocido como mínimo en algún municipio

#### Estatuto oficial
Hoy en día, la lengua turca moderna se utiliza como la lengua oficial de Turquía y Chipre del Norte. También es una lengua oficial en la República de Chipre (junto con el griego). En Kosovo, el turco es reconocido como lengua oficial en los municipios de Prizren, Mamusha, Gjilan, Mitrovica, Pristina, y Vushtrri, mientras que en otros lugares del país se reconoce como lengua minoritaria. Asimismo, en Macedonia del Norte, el turco es una lengua oficial donde forman al menos el 20 % de la población (que incluye la Municipalidad Plasnica, la Municipalidad Centar Župa, y la Municipalidad Mavro y Rostuš). Mientras que en otras partes del país sigue siendo una lengua minoritaria solo... Iraq reconoce el turco como un idioma oficial en todas las regiones donde los turcos constituyen la mayoría de la población, y como lengua minoritaria en otras partes. En varios países, el turco se reconoce oficialmente como una lengua minoritaria solo, en Bosnia y Herzegovina, Croacia, y Rumanía. Sin embargo, en Grecia el derecho a utilizar la lengua turca solo se reconoce en Tracia Occidental; las minorías considerables y de larga fecha en otras partes del país (es decir, Rhodes y Kos) no se benefician de este mismo reconocimiento..
También hay varias naciones post-otomanas que no reconocen oficialmente la lengua turca, pero dan derecho a las minorías turcas a estudiar en su propio idioma (junto con el estudio obligatorio de la lengua oficial del país); esto se realiza  en Bulgaria y Túnez.
Varias variantes de turco también son utilizados por millones de inmigrantes turcos y sus descendientes en Europa Occidental, sin embargo, no hay reconocimiento oficial en estos países.

#### Dialectos turcos
Hay tres grandes grupos de dialectos turcos de Anatolia hablados en Turquía: el dialecto de Anatolia Occidental (aproximadamente al oeste del Éufrates), el dialecto de Anatolia Oriental (al este del Éufrates), y el grupo de Anatolia nororiental, que comprende los dialectos de la costa oriental del Mar Negro, como Trabzon, Rise, y los distritos litorales de Artvin.
Los dialectos turcos balcánicos, también llamados dialectos turcos de Rumelia, se dividen en dos grupos principales: «Western Rumelian Turkish» y «Eastern Rumelian Turkish». Los dialectos occidentales se hablan en Macedonia del Norte, Kosovo, Bulgaria occidental, Rumania septentrional, Bosnia y Albania. Los dialectos orientales se hablan en Grecia, noreste/sur de Bulgaria y el sureste de Rumania. Esta división sigue aproximadamente a través de una línea fronteriza entre el oeste y el este de Bulgaria, que comienza al este de Lom y procede hacia el sur al este de Vratsa, Sofía  y Samokov, y gira hacia el oeste que llega al sur de Kyustendil cerca de las fronteras con Serbia y Macedonia del Norte. Los dialectos orientales carecen de algunas de las peculiaridades fonéticas encontradas en el área occidental; por lo tanto, sus dialectos están cerca de los dialectos de Anatolia central. Los dialectos turcos hablados cerca de la región occidental del Mar Negro (por ejemplo, Ludogorie, Dobruja, y Besarabia) muestran analogías con los dialectos del Mar Negro de Anatolia del noreste.
El dialecto turco chipriota mantuvo características de las respectivas variedades locales de los colonos otomanos que en su mayoría provenían de la región de Konya-Antalya-Adana. Además, el turco chipriota también fue influenciado por el griego chipriota. Hoy, las variedades habladas en Chipre septentrional están cada vez más influenciadas por el turco estándar.
Los dialectos turcos iraquíes tienen similitudes con ciertos dialectos de Anatolia del Sudeste alrededor de la región de Urfa y Diyarbakır.  Algunos lingüistas han descrito los dialectos turcos iraquíes como un «anatoliano» o un «dialecto de Anatolia oriental». Históricamente, el turco  iraquí fue influenciado por turco otomano y vecino azrbayano túrquico. Sin embargo, el turco de Estambul es ahora un idioma de prestigio que ejerce una profunda influencia en sus dialectos..
El dialecto turco meskhetiano fue hablado originalmente en Georgia hasta que la comunidad meskhetiana turca fue deportada por la fuerza y luego se dispersó por toda Turquía, Rusia, Asia Central, Azerbaiyán, Ucrania y los Estados Unidos.[316] Hablan un  dialecto de Anatolia oriental del turco, que proviene de las
regiones de Kars, Ardahan,y Artvin El dialecto turco meskhetiano también ha tomado prestado de otras lenguas (incluyendo Azerbaiyano, Georgiano, Kazajo, de Kirguistán, ruso y uzbeko), con los que los turcos meskhetianos han estado en contacto durante los gobiernos ruso y soviético.
Los dialectos turcos sirios se hablan en todo el país. En Alepo, Tell Abyad, Raqqa y Bayırbucak hablan dialectos de Anatolia Sudoriental (comparable con Kilis, Antep, Urfa, Hatay y Yayladağı). En Damasco hablan el idioma turco con un dialecto Yörük. Actualmente, el turco es el tercer idioma más utilizado en Siria (después del árabe y el kurdo).